# 丹尼斯诉合众国案
丹尼斯诉合众国案, 341 U.S. 494 (1951), 是美国最高法院判决的一宗涉及时任美国共产党总书记尤金·丹尼斯的案件。本案中，最高法院判决丹尼斯如果利用宪法第一修正案给予公民的言论、出版、集会自由从事阴谋推翻政府的活动，那么以上的相关权利将不受法律保护。

## 背景
小乔治·W·克罗克特、艾布拉姆斯·J·伊瑟曼和哈里·撒彻尔为上诉人们辩护。
时任美国检察总长菲利普·B·伯尔曼和欧文·夏皮诺为联邦政府辩护。
1948年7月，这些上诉人被指控违反史密斯法的相关规定，上诉人在初审法院和第二巡回上诉法院均被定罪。最高法院发出调阅案卷令，但是法院将审查限定在《史密斯法》的第二条和第三条是否因为太过含糊不清而违反宪法第一修正案和宪法第五修正案的问题上。

## 判决
最终法院以6对2的表决结果做出了判决，文森首席法官撰写了多数意见，里德、伯顿、明顿法官附议了这份多数意见，法兰克福特和杰克逊法官分别作出了各自的协同意见，道格拉斯和布莱克作出了各自的不同意见，克拉克没有参与该案件。
法院确定了对上诉人，即美国共产党的领导者们的有罪判决。丹尼斯因为阴谋有组织地以武力推翻美国政府违反了，《史密斯法》。在多数意见中，文森采用了法官勒尼德·汉斯法官对明显而当前的危险标准的解释：
在每一个案件中，[法院]必须要问，这种因为不太可能发生而被低估了分量的“危害”，是否可以证明以侵犯言论自由而避免危险是正确的。
而在反对意见中，布莱克法官写到：
这些上诉人并没有因为试图推翻政府而被指控，也没有因为任何明显的推翻政府的行为而被指控。他们甚至没有因为说了什么或者写了什么意图推翻政府的言论而被指控。他们被指控的原因是，他们约定在某一天聚集在一起讨论、发表某些思想观点。而起诉书上却写到，他们阴谋组织共产党，并且在将来会利用言论和报纸以及其他出版物教唆并鼓吹暴力推翻政府。无论话是怎么写的，这也是对言论和出版的先行审查，而我相信这是第一修正案所禁止的。我坚持认为史密斯法第三节的这种先行审查的规定是违宪的...
只要这个法庭还有权力对法律进行司法审查，我就不能同意第一修正案允许我们仅仅根据国会或者我们认为的“合理”判断而支持的这一条限制言论和出版自由的法律。像这样的理论会稀释掉第一修正案，使它对国会的约束只相当于比一个警告严重了一点。这样解释的第一修正案保护不了任何言论和观点，除了那些并不需要它保护的“安全”的或者正统的观点...
但是这里还是有希望的，等到了一个冷静的年代，等现在的这些压力、盛怒和恐惧平息下来，在这一届或者后面几届的最高法院将会把第一修正案恢复到在一个自由社会里所应该有的崇高位置。

## 后续
在1957年，最高法院在耶茨诉合众国案中限制了丹尼斯案判决的作用，在耶茨案中，法院判决《史密斯法》不禁止暴力推翻政府的抽象学说的宣扬。最终，在布兰登伯格诉俄亥俄州案中判决“仅仅是鼓吹”暴力在本质上是受保护的言论。布兰登伯格案事实上是对丹尼斯案的推翻，明确了不受到法律保护的言论只能是造成了“迫在眉睫的不法行为”的言论。